# أجكال
أجكال أو أجڭال أو الشجرة التنينة أو دراسينا التنين أجكال (الاسم العلمي: Dracaena draco L subsp. ajgal)، وهو جنس من الفصيلة الزنبقية يعتبر من الأنواع النباتية الناذرة التي يطلق عليها النباتات المستوطنة، اكتشفه عن طريق الصدفة السيد (F.CUZIN) والسيد (A.BENABID) لما زار قرية «أدار» بسفح جبل «أضاض مدن» سنة 1996 م، وقد اصدرا بحثا حول هذا الاكتشاف في عام 1997. هذا الاكتشاف الحديث أثار غبطة النباتيين ورجالات العلم الذين توافدوا على موطن هده الشجرة ليزيحوا الستار عن سر وجود هده الشجرة بالمنطقة. وكلمة «أجڭال» تعني باللغة الأمازيغية الشيء المعلق أو الصعب الوصول إليه.

## الموطن
موطن شجرة اجكال يبعد عن مدينة أكادير ب 200 كلم شرقا جنوب المغرب وسط جبال الاطلس الصغير وبالضبط على السفح الشرقي لجبل إمزى بتراب الجماعة القروية أربعاء ايت أحمد وهده المنطقة تابعة لنفوذ دائرة انزي إقليم تيزنيت وعلى السفح الشمالي الغربي لجبل أداد مدني الذي يخترقه وادي اماغوز (أسيف ن وماغوز) بجماعة أوكنز بإقليم أشتوكة آيت باها بجهة سوس ماسة.
```
شجرة أجڭال تختلف عن مثيلثها التي توجد في جزر الخالدات (جزر الكناري) أو في الرأس الأخضر والمعروفة تحت اسم * 
دراسينا التنين
 حيث وجدت أقدم شجرة تنينة عرفت بتين يريفي. فشجر الاجكال مختلف إدا ويشكل نوع آخر ناذر جدا حيث لا يوجد إلا في هذه المنطقة من جنوب المغرب في جبال الاطلس الصغير.
```

## المميزات

جدوع واوراق شجرة أجڭال التنينية

يترواح ارتفاع الشجرة الواحدة ما بين 6 و10 أمتار، لها جدع طويل يتفرع من الأعلى إلى ثلاثة فروع، تتزاحم أوراقها على أطراف الأغصان.

## الإستخدامات
كان سكان المنطقة (الامازيغ) يستخدمون نسغ شجرة اجكال (دم التنينة) في ما يسمى بالفن الصخري أو في الاستعمالات الطبية والذهنية، حاليا لازال السكان المحليون يستخدمون الجذوع المجوفة الداخل لهذه الشجرة في تربية النحل. وقد خصص الوثائقي «أمودو» الشهير لهذه لشجرة حلقة كاملة يبين فيها عن مكانها ومميزاتها وإستعمالات الساكنة المحلية لها كما زار مع المكتشف F. CUZIN قرية أكادير أوڭجڭال حيث هناك شجرة شاهدة وسط القرية.

## التهديدات
تعرض ت شجرة «أجڭال» على مر العقود، لاستغلال جائر من طرف السكان حيث يستغل جدعه في تربية النحل، بينما تستعمل أوراقه لأغرض استشفائية، لهذا ظل مجال نموه ينحصر على قمم ومرتفعات وعرة الوصول. شجر «أجكال» باعتباره موروثا بيئيا لا ينمو إلا في هذه المنطقة وفي منطقة أخرى بجزر الخالدات دون غيرهما على صعيد العالم.يحتاج إلى الحماية والتثمين وهذا ما يقوم به بعض الغيوورين على المنطقة حيث أسسوا هيئات جمعوية تعرف بأهمية هذا الموروث البيئي على مختلف الأصعدة لكنها لازالت تحتاج إلى مساندة حقيقية ودعم فوري من طرف الجهات المسؤولة وذلك قبل فوات الأوان.

## معرض الصور

## وصلات خارجية
- بحث حول اكتشاف شجرة أجڭال
- الوثائقي امودو: شجرة اجكال
- مقال: أجكال" شجرة نادرة مهددة بالانقراض بإقليم تيزنيت
- مقال: شجرة اجكال اكتشاف ناذر ب منطقة ايت احمد إقليم تيزنيت[وصلة مكسورة]

1. ↑  Urs Eggli, ed. (2001), Sukkulenten-Lexikon: Einkeimblättrige Pflanzen (Monocotyledonen), Sukkulenten-Lexikon (بالألمانية), Stuttgart: Eugen Ulmer Verlag, vol. 1, p. 270, QID:Q13426046
2. ↑  Urs Eggli; Reto Nyffeler, eds. (2020). Illustrated Handbook of Succulent Plants: Monocotyledons (بالإنجليزية) (2nd ed.). p. 1339. DOI:10.1007/978-3-662-56486-8. ISBN:978-3-662-56486-8. OL:44508155M. QID:Q100997988.
3. ↑  "معلومات عن أجكال على موقع plantsoftheworldonline.org". plantsoftheworldonline.org. مؤرشف من الأصل في 2020-02-24.
4. ↑  المنظمة الدولية لمعلومات النبات (IOPI). "نتائج البحث عن اسم النبات" (HTML). المؤشر الدولي لأسماء النبات. اطلع عليه بتاريخ {{{تاريخ الوصول}}}. {{استشهاد ويب}}: تحقق من التاريخ في: |تاريخ الوصول= (مساعدة)
5. ↑  "معلومات عن أجكال على موقع gbif.org". gbif.org. مؤرشف من الأصل في 2020-10-24.